# Proctodeu
Proctodeu é a parte ectodérmica posterior de um tubo digestivo. É criada durante a embriogénese pelo desdobramento da camada externa e forma a parte inferior do canal anal, por baixo da linha pectínea.